# حسنين بن عمو
```
حسنين بن عمو
 (5 مارس 1948) هو أديب وروائي ورسام تونسي، من مواليد 
دار شعبان الفهري
 في ولاية 
نابل
. 
```

متخرج من المرحلة العليا للمدرسة الوطنية للإدارة ومتقاعد من الوزارة الأولى. اهتم بتاريخ تونس القديم، الوسيط والحديث فاختار الرواية حتى تكون محملاً لتقديم التاريخ بصورة روائية قابلة للتحول من الأدب إلى أشرطة تلفزية وعروض، لذلك يعتبر من أبرز كتاب الراوية التاريخية في تونس.

## نتاجه الأدبي
1. المملوك: قصة الوزير يوسف صاحب الطابع ذو النهاية المأسوية
2. قطار الضاحية: رواية تدور احداثها عام 1950 عبر قطار حلق الوادي المرسى حيث تحدث قصة حب جرت خلفها ما شهدته تلك السنة من مخاض وكفاح وطني
3. الكروسة: مجموعة حكايات من وحي التجوال في دروب تونس
4. باب العلوج: صدرت سنة 1988, احداثها تدور في العهد الحفصي تحديداً بين 1415 و 1450
5. رحمانة: صدرت في 2002 تدور وقائعها زمان احتلال خير الدين بربروس لتونس واستنجاد الحسن الحفصي بالإمبراطور الإسباني شارلكان سنة 1535
6. باب الفلة: صدرت في 2005 فيها تكملة لمصير الدولة الحفصية ولاحتلال الإسباني وبداية الحكم العثماني
7. الموريسكية: تناولت موضوع معاناة الموريسكيين المسلمين في فلنسيا وطردهم منها في 1609 ولعبت خوانا شخصية البطلة
8. الأندلسية: وهي الجزء الثاني من الموريسكية حين تصل خوانا إلى تونس في عهد عثمان داي
9. الغروب الخالد: صدرت سنة 2006 وهي عباراة عن سيرة ذاتية للعلامة ابن خلدون
10. الخلخال: صدرت في 2010 تحدثت بالأساس عن ما كان يحدث بين معسكر الباي والعربان
11. حجام سوق البلاط: صدرت في شكل سلسلة أسبوعية منذ 1997 وتواصلت إلى حدود 2002, تحدثت عن وقائع ما بعد ثورة علي بن غذاهم عام 1864 والمخاض الحاصل في قصر باردو بين مصطفى خزندار، خير الدين باشا ونبذات حول انتصاب الحماية عام 1881
12. عام الفزوع صدرت في 2018 يتطرق فيها إلى فترة ثورة علي بن غذاهم الناتجة عن احتقان الاوضاع الاجتماعية والاقتصادية والسياسية للبلاد التونسية

## الجوائز
1. جائزة علي بلهوان الأدبية عام 1999 عن مجموعته الكروسة.
2. باب الفلة نالت جائزة كومار التقديرية عام 2006 وتحصل على الجائزة الكبرى للرواية التونسية عام 2007 عن الغروب الخالد.

## إنتاجه السينمائي والتلفزي
علاوة عن تحول كل من باب العلوج، رحمانة، باب الفلة، المورسكية والمملوك إلى مسلسلات إذاعية فإن حسنين بن عمو كتب أيضا:
1. رياح التل: سيناريو مطول عن ثورة علي بن غذاهم طرحت كل الظروف السياسية والاجتماعية والاقتصادية آنذاك. الشريط من إنتاج نجيب عياد وإخراج شوقي الماجري
2. فرسان السراب: مسلسل تلفزي في ثلاثين حلقة تدور احداثه بين 970 و 980 (القرن العاشر)، بين القيروان، المهدية، صقلية... وبين رجال المعز لدين الله الفاطمي والخليفة الأموي والعباسي

## معارضه التشكلية
يستنجد بن عمو بالفرشاة فيما لا يجيد صياغته نثراً فأقام العديد من المعارض في فترة السبعينات:
1. أول معرض كان سنة 1972 بالمركز الثقافي الأمريكي
2. شارك في الصالون الخاص بحلق الوادي في 1973
3. أقام معرضه الثاني بمناسبة افتتاح المهرجان الأول للأدب التونسي محمد البشروش بدار شعبان الفهري عام 1974

و رغم انقطاعه عن الرسم لفترة طويلة حتى يتسنى له التفرغ للكتابة عاد سنة 2009 وأقام معرض شخصي بالمنزه السادس ليلخص فيه تجربته التشكيلية في 51 لوحة ثم نقله إلى المركز الثقافي الطاهر الحداد سنة 2010